# Pallanuoto ai Giochi della XXX Olimpiade - Torneo maschile
Il 26º torneo olimpico maschile di pallanuoto si è svolto nell'ambito dei Giochi della XXX Olimpiade a Londra, dal 29 luglio al 12 agosto 2012. Tutte le gare della manifestazione si sono disputate all'interno della Water Polo Arena. La formula del torneo prevede una fase a gironi seguita da una fase a eliminazione diretta.

## Squadre partecipanti
Le squadre partecipanti sono 12, di cui ben nove sono europee; diversamente dalle ultime due edizioni non è presente nessuna formazione africana. I padroni di casa britannici tornano ad un'Olimpiade a 66 anni di distanza dall'ultima apparizione.
| Nazionale     | Qualificazione                  | Ultima partecipazione    | Miglior piazzamento                                        |
| ------------- | ------------------------------- | ------------------------ | ---------------------------------------------------------- |
| Australia     | Rappresentante OSA              | Pechino 2008: 8º posto   | 5º posto (1984, 1992)                                      |
| Croazia       | 3ª nei Campionati mondiali 2011 | Pechino 2008: 6º posto   | Argento (1996)                                             |
| Gran Bretagna | Paese ospitante                 | Melbourne 1956: 7º posto | Oro (1900, 1908, 1912, 1920)                               |
| Grecia        | 3ª nel Preolimpico mondiale     | Pechino 2008: 7º posto   | 4º posto (2004)                                            |
| Kazakistan    | 1ª nel Preolimpico asiatico     | Atene 2004: 11º posto    | 9º posto (2000)                                            |
| Italia        | 1ª nei Campionati mondiali 2011 | Pechino 2008: 9º posto   | Oro (1948, 1960, 1992)                                     |
| Montenegro    | 1ª nel Preolimpico mondiale     | Pechino 2008: 4º posto   | 4º posto (2008)                                            |
| Romania       | 4ª nel Preolimpico mondiale     | Atlanta 1996: 11º posto  | 4º posto (1976)                                            |
| Serbia        | 1ª nella World League 2011      | Pechino 2008: Bronzo     | Bronzo (2008)                                              |
| Spagna        | 2ª nel Preolimpico mondiale     | Pechino 2008: 5º posto   | Oro (1996)                                                 |
| Stati Uniti   | 1ª nei Giochi panamericani 2011 | Pechino 2008: Argento    | Oro (1904)                                                 |
| Ungheria      | 4ª nei Campionati mondiali 2011 | Pechino 2008: Oro        | Oro (1932, 1936, 1952, 1956, 1964, 1976, 2000, 2004, 2008) |

## Atleti partecipanti
Partecipano al torneo un totale di 156 atleti. Ogni nazionale può schierare fino a un massimo di 13 giocatori.
| Nazionale     | Atleti |
| ------------- | --- |
| Australia     | Beadsworth, Campbell, Clark, Cleland, Cotterill, Dennerley, Howden, McGregor, Miller, Roach, Whalan, Woods, Younger                                               |
| Croazia       | Barač, Bošković, Buljubašić, Bušlje, Burić, Dobud, Hinić, Joković, Muslim, Obradović, Pavić, Sukno, Vićan                                                         |
| Gran Bretagna | Figes, Holland, James, King, O'Reagan, Parker, Parsonage, Robinson, Ryder, Scholefield, Scott, Vincent, Waller                                                    |
| Grecia        | C.Afroudakis, G.Afroudakis, Chatzitheodorou, Delakas, Deligiannis, Fountoulis, Karampetsos, Kokkinakis, Miralis, Mourikis, Mylonakis, Theodoropoulos, Voulgarakis |
| Italia        | Aicardi, Felugo, Figlioli, Fiorentini, Gallo, Giacoppo, Giorgetti, Gitto, Pastorino, Pérez, Premuš, Presciutti, Tempesti                                          |
| Kazakistan    | Gorovoy, Gubarev, Kokorin, Manafov, Maximov, Panfili, Ruday, Shakenov, Shmider, Shvedov, Ukumanov, Ushakov, Zhilyayev                                             |
| Montenegro    | Brguljan, Drašković, Gojković, Ivović, M.Janović, N.Janović, Jokić, Pasković, Petrović, Radović, Šćepanović, Šefik, Zloković                                      |
| Romania       | Buşilă, Chioveanu, Diaconu, Drăguşin, Gheorghescu, Ghivan, Goanţă, Kadar, Iosep, Matei, Negrean, Radu, Stoenescu                                                  |
| Serbia        | Aleksić, Filipović, Gocić, Mandić, Mitrović, Nikić, D.Pijetlović, G.Pijetlović, Prlainović, Rađen, Šaponjić, Soro, Udovičić                                       |
| Spagna        | Aguilar, Español, M.García, X.García, Martín, Mallarach, Minguell, Molina, Pérez, Perrone, Pinedo, Szirianyi, Vallés                                              |
| Stati Uniti   | Azevedo, Bailey, Beaubien, Buckner, Hudnut, Hutten, Lapin, Mann, Moses, Powers, Smith, Varellas, Wright                                                           |
| Ungheria      | Biros, Hárai, Hosnyánszky, Kásás, Kiss, Madaras, Nagy, Steinmetz, Szécsi, Szivós, Dán.Varga, Dén.Varga, T.Varga                                                   |

## Formula
La formula del torneo è cambiata rispetto alle due precedenti edizioni, tornando ad essere simile a quella utilizzata a Atlanta 1996 e Sydney 2000. Le prime quattro classificate di ciascun girone preliminare si qualificheranno per la fase a eliminazione diretta; le squadre eliminate nei quarti di finale disputeranno semifinali e finali per la classificazione dal 5º all'8º posto; inoltre non verranno più disputate gare di classificazione dal 9º all'11º posto, in quanto tali piazzamenti verranno stabiliti in base al piazzamento nel turno preliminare.

## Fase preliminare

### Gironi
Il sorteggio dei gironi preliminari è stato effettuato sabato 5 maggio 2012 presso il London Aquatics Centre alla presenza della dirigenza FINA e delle delegazioni nazionali. Le fasce del sorteggio:
Fascia 1:  Italia e  Serbia
Fascia 2:  Croazia e  Ungheria
Fascia 3:  Stati Uniti e  Australia
Fascia 4:  Romania e  Kazakistan
Fascia 5:  Montenegro e  Spagna
Fascia 6:  Grecia e  Gran Bretagna
L'esito del sorteggio:
| Gruppo A   | Gruppo B      |
| ---------- | ------------- |
| Australia  | Gran Bretagna |
| Croazia    | Montenegro    |
| Grecia     | Romania       |
| Kazakistan | Serbia        |
| Italia     | Stati Uniti   |
| Spagna     | Ungheria      |

### Gruppo A
| Pos. | Squadra    | Pt | G | V | N | P | GF | GS | DR  |
| ---- | ---------- | -- | - | - | - | - | -- | -- | --- |
| 1    | Croazia    | 10 | 5 | 5 | 0 | 0 | 50 | 29 | +21 |
| 2    | Italia     | 7  | 5 | 3 | 1 | 1 | 40 | 36 | +4  |
| 3    | Spagna     | 6  | 5 | 3 | 0 | 2 | 52 | 42 | +10 |
| 4    | Australia  | 4  | 5 | 2 | 0 | 3 | 40 | 44 | -4  |
| 5    | Grecia     | 3  | 5 | 1 | 1 | 3 | 41 | 43 | -2  |
| 6    | Kazakistan | 0  | 5 | 0 | 0 | 5 | 24 | 53 | -29 |

| #gara | Data      | Ora   | Gara       | Gara | Gara       |
| ----- | --------- | ----- | ---------- | ---- | ---------- |
| 1     | 29 luglio | 10:00 | Grecia     | 6-8  | Croazia    |
| 2     | 29 luglio | 11:20 | Kazakistan | 6-14 | Spagna     |
| 3     | 29 luglio | 14:10 | Italia     | 8-5  | Australia  |
| 10    | 31 luglio | 11:20 | Croazia    | 8-7  | Spagna     |
| 11    | 31 luglio | 14:10 | Australia  | 7-4  | Kazakistan |
| 12    | 31 luglio | 15:30 | Grecia     | 7-7  | Italia     |
| 13    | 2 agosto  | 10:00 | Spagna     | 13-9 | Australia  |
| 14    | 2 agosto  | 11:20 | Kazakistan | 4-11 | Grecia     |
| 15    | 2 agosto  | 19:40 | Italia     | 6-11 | Croazia    |
| 22    | 4 agosto  | 11:20 | Croazia    | 11-6 | Australia  |
| 24    | 4 agosto  | 14:10 | Grecia     | 9-11 | Spagna     |
| 24    | 4 agosto  | 15:30 | Italia     | 9-6  | Kazakistan |
| 25    | 6 agosto  | 10:00 | Kazakistan | 4-12 | Croazia    |
| 26    | 6 agosto  | 11:20 | Grecia     | 8-13 | Australia  |
| 27    | 6 agosto  | 19:40 | Spagna     | 7-10 | Italia     |

#### Tabellini
1ª giornata
| Arbitri: | Adrian Alexandrescu György Juhász |

|                                                 |           |                                                   |
| I. Fountoulis A. Miralis E. Delakas K. Mourikis | Marcatori | S. Sukno M. Bošković P. Muslim A. Bušlje N. Dobud |

| Arbitri: | Mario Brguljan Ulrich Spiegel |

|                                                |           |                                                                                        |
| Y. Zhilyayev R. Ukumanov V. Ushakov S. Gubarev | Marcatori | A. Español F. Perrone G. Molina M. Minguell M.García B. Mallarach B. Szirányi I. Pérez |

| Arbitri: | Boris Margeta Radosław Koryzna |

|                                                                  |           |                                                        |
| M. Aicardi N. Gitto M. Felugo D. Premuš A. Giorgetti P. Figlioli | Marcatori | T. Cleland R. Campbell R. Howden J. Cotterill A. Roach |

2ª giornata
| Arbitri: | Boris Margeta Radosław Koryzna |

|                                                           |           |                                   |
| N. Dobud D. Burić S. Sukno I. Hinić A. Bušlje M. Bošković | Marcatori | M. Minguell A. Español F. Perrone |

| Arbitri: | Adrian Alexandrescu Ulrich Spiegel |

|                                                                  |           |                                              |
| R. Howden G. Woods S. McGregor J. Beadsworth T. Cleland A. Roach | Marcatori | R. Manafov S. Gubarev S. Gorovoy M. Shakenov |

| Arbitri: | Mario Brguljan Mihajlo Ćirić |

|                                                                        |           |                                                          |
| I. Fountoulis K. Kokkinakis C. Afroudakis A. Theodoropoulos A. Miralis | Marcatori | M. Aicardi N. Gitto C. Presciutti M. Felugo A. Giorgetti |

3ª giornata
| Arbitri: | Mihajlo Ćirić Steven Rotsart |

| |           |                                                     |
| X. García F. Perrone A. Español M. Minguell G. Molina D. Martín B. Mallarach X. Vallès I. Pérez M.García | Marcatori | R. Howden A. Roach B. Miller J. Beadsworth G. Woods |

| Arbitri: | Ulrich Spiegel Brian Littlejohn |

|                                   |           |                                                                  |
| V. Ushakov S. Gorovoy R. Ukumanov | Marcatori | C. Afroudakis K. Kokkinakis I. Fountoulis K. Mourikis E. Delakas |

| Arbitri: | György Juhász Adrian Alexandrescu |

|                                            |           |                                                                |
| V. Gallo P. Figlioli A. Giorgetti N. Gitto | Marcatori | S. Sukno M. Joković D. Burić N. Dobud M. Bošković P. Obradović |

4ª giornata
| Arbitri: | Ulrich Spiegel György Juhász |

|                                                                |           |                                             |
| M. Bošković N. Dobud S. Sukno M. Joković P. Obradović I. Hinić | Marcatori | G. Woods S. McGregor J. Cotterill T. Whalan |

| Arbitri: | Mario Brguljan Adrian Alexandrescu |

| |           |                                                                                         |
| G. Afroudakis E. Mylonakis M. Voulgarakis T. Chatzitheodorou E. Delakas A. Theodoropoulos K. Mourikis C. Afroudakis | Marcatori | A. Español M. Minguell B. Mallarach F. Perrone I. Pérez G. Molina B. Szirányi D. Martín |

| Arbitri: | Anton Bervoets Cory Williams |

|                                                       |           |                                               |
| P. Figlioli V. Gallo C. Presciutti D. Premuš A. Pérez | Marcatori | A. Shmider S. Gubarev Y. Zhilyayev R. Manafov |

5ª giornata
| Arbitri: | German Moller Brian Littlejohn |

|                                    |           |                                                                 |
| A. Panfili Y. Zhilyayev S. Gubarev | Marcatori | M. Joković S. Sukno M. Bošković N. Dobud S. Barač I. Buljubašić |

| Arbitri: | Mihajlo Ćirić Sergio Borrell |

|                                                                                   |           |                                                                                        |
| T. Chatzitheodorou I. Fountoulis C. Afroudakis E. Mylonakis E. Delakas A. Miralis | Marcatori | R. Howden B. Miller G. Woods T. Whalan J. Beadsworth A. Younger T. Cleland R. Campbell |

| Arbitri: | Adrian Alexandrescu Dragan Štampalija |

|                                            |           |                                                                   |
| M. Minguell G. Molina X. García A. Español | Marcatori | C. Presciutti V. Gallo M. Aicardi M. Felugo D. Premuš P. Figlioli |

### Gruppo B
| Pos. | Squadra       | Pt | G | V | N | P | GF | GS | DR  |
| ---- | ------------- | -- | - | - | - | - | -- | -- | --- |
| 1    | Serbia        | 9  | 5 | 4 | 1 | 0 | 69 | 38 | +31 |
| 2    | Montenegro    | 7  | 5 | 3 | 1 | 1 | 54 | 41 | +13 |
| 3    | Ungheria      | 6  | 5 | 3 | 0 | 2 | 65 | 52 | +13 |
| 4    | Stati Uniti   | 6  | 5 | 3 | 0 | 2 | 43 | 44 | -1  |
| 5    | Romania       | 2  | 5 | 1 | 0 | 4 | 48 | 55 | -7  |
| 6    | Gran Bretagna | 0  | 5 | 0 | 0 | 5 | 28 | 77 | -49 |

| #gara | Data      | Ora   | Gara          | Gara  | Gara          |
| ----- | --------- | ----- | ------------- | ----- | ------------- |
| 4     | 29 luglio | 15:30 | Ungheria      | 10-14 | Serbia        |
| 5     | 29 luglio | 18:20 | Romania       | 13-4  | Gran Bretagna |
| 6     | 29 luglio | 19:40 | Montenegro    | 7-8   | Stati Uniti   |
| 7     | 31 luglio | 10:00 | Ungheria      | 10-11 | Montenegro    |
| 8     | 31 luglio | 18:20 | Serbia        | 21-7  | Gran Bretagna |
| 9     | 31 luglio | 19:40 | Stati Uniti   | 10-8  | Romania       |
| 16    | 2 agosto  | 14:10 | Montenegro    | 11-11 | Serbia        |
| 17    | 2 agosto  | 15:30 | Romania       | 15-17 | Ungheria      |
| 18    | 2 agosto  | 18:20 | Gran Bretagna | 7-13  | Stati Uniti   |
| 19    | 4 agosto  | 10:00 | Montenegro    | 12-8  | Romania       |
| 20    | 4 agosto  | 18:20 | Ungheria      | 17-6  | Gran Bretagna |
| 21    | 4 agosto  | 19:40 | Serbia        | 11-6  | Stati Uniti   |
| 28    | 6 agosto  | 14:10 | Romania       | 4-12  | Serbia        |
| 29    | 6 agosto  | 15:30 | Ungheria      | 11-6  | Stati Uniti   |
| 30    | 6 agosto  | 18:20 | Gran Bretagna | 4-13  | Montenegro    |

#### Tabellini
1ª giornata
| Arbitri: | Sergio Borrell Massimiliano Caputi |

|                                                                              |           |                                                                             |
| T. Kásás Dániel Varga N. Hosnyánszky N. Madaras Dénes Varga G. Kiss B. Hárai | Marcatori | S. Mitrović D. Pijetlović A. Prlainović V. Udovičić M. Aleksić F. Filipović |

| Arbitri: | German Moller Anton Bervoets |

|                                                                        |           |                              |
| A. Matei T. Negrean R. Georgescu N. Diaconu D. Goantă C. Radu A. Iosep | Marcatori | R. Parker C. Figes J. Waller |

| Arbitri: | Georgios Stavridis Daniel Flahive |

|                                                          |           |                                                                  |
| V. Pasković V. Gojković D. Brguljan A. Ivović A. Radović | Marcatori | A. Wright T. Azevedo R. Bailey P. Varellas T. Hutten L. Beaubien |

2ª giornata
| Arbitri: | Sergio Borrell Daniel Flahive |

|                                                                     |           |                                                                              |
| P. Biros B. Hárai N. Hosnyánszky Dániel Varga Á. Steinmetz T. Kásás | Marcatori | B. Zloković D. Brguljan M. Janović V. Gojković P. Jokić A. Radović A. Ivović |

| Arbitri: | Guy Pinker Kazuhiko Makita |

| |           |                                            |
| F. Filipović Ž. Gocić D. Pijetlović V. Udovičić S. Nikić M. Aleksić A. Prlainović S. Mitrović A. Šaponjić D. Mandić | Marcatori | C. Figes R. Parker A. Scholefield C. James |

| Arbitri: | Dragan Štampalija Massimiliano Caputi |

|                                                    |           |                                                  |
| T. Azevedo P. Varellas J. Mann A. Wright R. Bailey | Marcatori | A. Iosep K. Kadar C. Radu A. Ghiban R. Georgescu |

3ª giornata
| Arbitri: | Georgios Stavridis Massimiliano Caputi |

|                                                                                         |           |                                                               |
| V. Pasković M. Janović B. Zloković A. Ivović N. Janović P. Jokić A. Radović D. Brguljan | Marcatori | A. Prlainović V. Udovičić F. Filipović D. Pijetlović S. Nikić |

| Arbitri: | Alan Balfanbayev Sergio Borrell |

|                                                                     |           |                                                                        |
| K. Kadar A. Bușilă A. Ghiban C. Radu T. Negrean N. Diaconu A. Matei | Marcatori | T. Kásás N. Madaras P. Biros N. Hosnyánszky T. Varga M. Szivós G. Kiss |

| Arbitri: | Cory Williams Ni Shiwei |

|                                        |           |                                                                         |
| C. James R. Parker C. Figes J. Vincent | Marcatori | R. Bailey T. Azevedo J. Powers P. Varellas S. Buckner J. Mann A. Wright |

4ª giornata
| Arbitri: | Daniel Flahive Alan Balfanbayev |

|                                                                     |           |                                                 |
| V. Pasković A. Ivović B. Zloković N. Janović D. Brguljan A. Radović | Marcatori | A. Matei C. Radu T. Negrean N. Diaconu A. Iosep |

| Arbitri: | German Moller Denis Danelon |

| |           |                                                                    |
| N. Madaras T. Kásás P. Biros T. Varga G. Kiss Dénes Varga Dániel Varga N. Hosnyánszky M. Szivós Á. Steinmetz | Marcatori | R. Parker C. Figes A. Parsonage J. Vincent A. Scholefield C. James |

| Arbitri: | Sergio Borrell Massimiliano Caputi |

|                                                                                               |           |                                                      |
| V. Udovičić F. Filipović D. Pijetlović A. Prlainović M. Aleksić Ž. Gocić S. Nikić S. Mitrović | Marcatori | R. Bailey T. Azevedo T. Hutten J. Powers P. Varellas |

5ª giornata
| Arbitri: | Ulrich Spiegel Steven Rotsart |

|                                    |           |                                                                                    |
| C. Radu A. Matei K. Kadar A. Iosep | Marcatori | Ž. Gocić F. Filipović D. Pijetlović A. Prlainović V. Udovičić S. Nikić S. Mitrović |

| Arbitri: | Daniel Flahive Georgios Stavridis |

|                                                                                     |           |                                                             |
| T. Varga N. Hosnyánszky N. Madaras Á. Steinmetz G. Kiss P. Biros M. Szivós T. Kásás | Marcatori | T. Azevedo J. Powers P. Hudnut J. Mann L. Beaubien J. Smith |

| Arbitri: | Ni Shiwei Kazuhiko Makita |

|                                               |           |                                                                             |
| A. Scholefield C. Figes R. Parker G. Robinson | Marcatori | V. Gojković M. Janović A. Ivović N. Janović P. Jokić B. Zloković A. Radović |

## Fase finale

### Tabellone
|  | Quarti di finale      | Quarti di finale       |                        |        | Semifinali                | Semifinali                |  |  | Finale                 | Finale |
|  |                       |                        |                        |        |                           |                           |  |  |                        |        |
|  | 8 agosto 2012 - 20:00 |                        |                        |        |                           |                           |  |  |                        |        |
|  |                       |                        |                        |        |                           |                           |  |  |                        |        |
|  | Croazia               | 8                      |                        |        |                           |                           |  |  |                        |        |
|  | Croazia               | 8                      | 10 agosto 2012 - 15:40 |        |                           |                           |  |  |                        |        |
|  | Stati Uniti           | 2                      |                        |        |                           |                           |  |  |                        |        |
|  | Stati Uniti           | 2                      | Croazia                | 7      |                           |                           |  |  |                        |        |
|  | 8 agosto 2012 - 14:30 |                        | Croazia                | 7      |                           |                           |  |  |                        |        |
|  |                       | Montenegro             | 5                      |        |                           |                           |  |  |                        |        |
|  | Montenegro            | Montenegro             | 5                      | 11     |                           |                           |  |  |                        |        |
|  | Montenegro            |                        | 12 agosto 2012 - 15:50 | 11     |                           |                           |  |  |                        |        |
|  | Spagna                | 9                      |                        |        |                           |                           |  |  |                        |        |
|  | Spagna                | 9                      | Croazia                | 8      |                           |                           |  |  |                        |        |
|  | 8 agosto 2012 - 15:50 |                        | Croazia                | 8      |                           |                           |  |  |                        |        |
|  |                       | Italia                 | 6                      |        |                           |                           |  |  |                        |        |
|  | Serbia                | Italia                 | 6                      | 11     |                           |                           |  |  |                        |        |
|  | Serbia                | 10 agosto 2012 - 19:50 |                        | 11     |                           |                           |  |  |                        |        |
|  | Australia             | 8                      |                        |        |                           |                           |  |  |                        |        |
|  | Australia             | 8                      | Serbia                 | 7      | Finale per il terzo posto | Finale per il terzo posto |  |  |                        |        |
|  | 8 agosto 2012 - 18:40 |                        | Serbia                 | 7      | Finale per il terzo posto | Finale per il terzo posto |  |  |                        |        |
|  |                       | Italia                 | 9                      |        |                           |                           |  |  |                        |        |
|  | Italia                | Italia                 | 9                      | 11     | Montenegro                | 11                        |  |  |                        |        |
|  | Italia                |                        |                        | 11     | Montenegro                | 11                        |  |  |                        |        |
|  | Ungheria              | 9                      |                        | Serbia | 12                        |                           |  |  |                        |        |
|  | Ungheria              | 9                      |                        |        | 12                        |                           |  |  |                        |        |
|  |                       |                        |                        |        |                           |                           |  |  | 12 agosto 2012 - 14:30 |        |
|  |                       |                        |                        |        |                           |                           |  |  |                        |        |

- Calendario[5]

8 agosto: Quarti di finale
10 agosto: Semifinali, Semif. 5º-8º posto (h 14:20, 18:30)
12 agosto: Finali medaglie, Finali 5º e 7º posto (h 11:40, 10:20), Cerimonia di premiazione (h 17:25)

### Quarti di finale
| Arbitri: | Adrian Alexandrescu Ulrich Spiegel |

|                                                                            |           |                                                                                  |
| M. Minguell X. Vallés D. Martín I. Pérez B. Mallarach F. Perrone X. García | Marcatori | A. Ivović B. Zloković D. Brguljan M. Janović N. Janović V. Pasković D. Drasković |

| Arbitri: | Sergio Borrell Steven Rotsart |

|                                                                    |           |                                                                                      |
| R. Howden T. Whalan R. Campbell T. Cleland J. Beadsworth B. Miller | Marcatori | M. Aleksić Ž. Gocić A. Prlainović S. Mitrović F. Filipović V. Udovičić D. Pijetlović |

| Arbitri: | Georgios Stavridis Alan Balfanbayev |

|                                                           |           |                                                       |
| M. Felugo C. Presciutti A. Pérez P. Figlioli A. Giorgetti | Marcatori | P. Biros T. Kásás Dániel Varga Dénes Varga N. Madaras |

| Arbitri: | Massimiliano Caputi György Juhász |

|                                               |           |                       |
| S. Sukno S. Barač D. Burić Bošković Obradović | Marcatori | R. Bailey P. Varellas |

### Semifinali
- 1º - 4º posto

| Arbitri: | Daniel Flahive Georgios Stavridis |

|                                                                 |           |                                   |
| D. Burić M. Bošković A. Bušlje P. Muslim S. Sukno I. Buljubašić | Marcatori | A. Ivović V. Gojković B. Zloković |

| Arbitri: | Sergio Borrell Adrian Alexandrescu |

|                                                                  |           |                                                            |
| V. Gallo C. Presciutti D. Premuš M. Felugo A. Giorgetti A. Pérez | Marcatori | V. Udovičić A. Prlainović F. Filipović M. Aleksić S. Nikić |

- 5º - 8º posto

| Arbitri: | Mario Brguljan György Juhász |

|                                                   |           |                                                        |
| R. Bailey T. Azevedo Powers A. Wright L. Beaubien | Marcatori | M. Minguell F. Perrone G. Molina I. Pérez B. Mallarach |

| Arbitri: | Mihajlo Ćirić German Moller |

|                                                |           |                                                                 |
| P. Biros N. Madaras Dénes Varga N. Hosnyánszky | Marcatori | R. Howden T. Cleland S. McGregor B. Miller T. Whalan A. Younger |

### Finali
- 7º posto

| Arbitri: | Dragan Štampalija Ulrich Spiegel |

|                                                     |           |                                                                  |
| J. Smith R. Bailey T. Hutten P. Varellas T. Azevedo | Marcatori | R. Howden T. Whalan B. Miller R. Campbell J. Beadsworth G. Woods |

- 5º posto

| Arbitri: | Mario Brguljan Alan Balfanbayev |

|                                                         |           |                                                                                           |
| A. Español M. Minguell F. Perrone B. Mallarach I. Pérez | Marcatori | Dénes Varga N. Hosnyánszky P. Biros G. Kiss Dániel Varga Á. Steinmetz B. Hárai N. Madaras |

- Finale per il bronzo

| Arbitri: | Massimiliano Caputi Georgios Stavridis |

|                                                                  |           |                                                                                             |
| A. Ivović B. Zloković M. Janović D. Brguljan N. Janović P. Jokić | Marcatori | F. Filipović V. Udovičić A. Prlainović D. Pijetlović S. Nikić S. Mitrović Ž. Gocić N. Rađen |

- Finale per l'oro

| Arbitri: | Sergio Borrell György Juhász |

|                                                        |           |                                               |
| S. Sukno M. Bošković S. Barač M. Joković I. Buljubašić | Marcatori | V. Gallo C. Presciutti M. Felugo A. Giorgetti |

## Classifica finale
| Campione Olimpico | Campione Olimpico | Campione Olimpico |
| --- | ----------------- | --- |
| Croazia1 Pavić, 2 Burić, 3 Bošković, 4 Dobud, 5 Joković, 6 Buljubašić, 7 Muslim, 8 Bušlje, 9 Sukno, 10 Barać, 11 Hinić, 12 Obradović, 13 Vićan, CT: Ratko Rudić |                   | |
| Argento | Italia            | Italia1 Tempesti, 2 Pérez, 3 Gitto, 4 Figlioli, 5 Giorgetti, 6 Felugo, 7 Giacoppo, 8 Gallo, 9 Presciutti, 10 Fiorentini, 11 Aicardi, 12 Premuš, 13 Pastorino, CT: Sandro Campagna                            |
| Bronzo | Serbia            | Serbia1 Soro, 2 Šaponjić, 3 Gocić, 4 Udovičić, 5 Mandić, 6 Pijetlović, 7 Nikić, 8 Aleksić, 9 Rađen, 10 Filipović, 11 Prlainović, 12 Mitrović, 13 Pijetlović, CT: Dejan Udovičić                              |
| 4 | Montenegro        | |
| 5 | Ungheria          | |
| 6 | Spagna            | |
| 7 | Australia         | Australia1 Dennerley, 2 Campbell, 3 Cleland, 4 Cotterill, 5 Younger, 6 Beadsworth, 7 Roach, 8 McGregor, 9 Whalan, 10 Woods, 11 Howden, 12 Miller, 13 Clark, CT: John Fox                                     |
| 8 | Stati Uniti       | |
| 9 | Grecia            | Grecia1 Deligiannis, 2 Mylonakis, 3 Miralis, 4 Kokkinakis, 5 Chatzitheodorou, 6 Theodoropoulos, 7 C. Afroudakīs, 8 Delakas, 9 G. Afroudakīs, 10 Fountoulis, 11 Mourikis, 12 Voulgarakis, 13 Karampetsos, CT: |
| 10 | Romania           | |
| 11 | Kazakistan        | |
| 12 | Gran Bretagna     | |

## Classifica marcatori
|  | Gol | Marcatore            | Squadra     |
|  | --- | -------------------- | ----------- |
|  | 22  | Andrija Prlainović   | Serbia      |
|  | 19  | Aleksandar Ivović    | Montenegro  |
|  | 18  | Filip Filipović      | Serbia      |
|  | 18  | Norbert Madaras      | Ungheria    |
|  | 16  | Péter Biros          | Ungheria    |
|  | 16  | Felipe Perrone       | Spagna      |
|  | 15  | Miho Bošković        | Croazia     |
|  | 15  | Vanja Udovičić       | Serbia      |
|  | 14  | Albert Español       | Spagna      |
|  | 14  | Norbert Hosnyánszky  | Ungheria    |
|  | 14  | Marc Minguell        | Spagna      |
|  | 14  | Boris Zloković       | Montenegro  |
|  | 14  | Sandro Sukno         | Croazia     |
|  | 13  | Billy Miller         | Australia   |
|  | 13  | Ryan Bailey          | Stati Uniti |
|  | 12  | Maurizio Felugo      | Italia      |
|  | 12  | Nikša Dobud          | Croazia     |
|  | 11  | Slobodan Nikić       | Serbia      |
|  | 11  | Peter Varellas       | Stati Uniti |
|  | 11  | Jesse Smith          | Stati Uniti |
|  | 11  | Tony Azevedo         | Stati Uniti |
|  | 10  | Ioannis Fountoulis   | Grecia      |
|  | 10  | Rhys Howden          | Australia   |
|  | 10  | Christian Presciutti | Italia      |
|  | 10  | Valentino Gallo      | Italia      |
|  | 10  | Stefan Mitrović      | Serbia      |
|  | 9   | Pietro Figlioli      | Italia      |
|  | 9   | Nicolae Diconu       | Romania     |
|  | 9   | Cosmin Radu          | Romania     |
|  | 9   | Mlađan Janović       | Montenegro  |
|  | 9   | Duško Pijetlović     | Serbia      |
|  | 9   | Dénes Varga          | Ungheria    |
|  | 9   | Tamás Kásás          | Ungheria    |
|  | 8   | 10 giocatori         |             |
|  | 7   | 5 giocatori          |             |
|  | 6   | 4 giocatori          |             |
|  | 5   | 17 giocatori         |             |
|  | 4   | 12 giocatori         |             |
|  | 3   | 15 giocatori         |             |
|  | 2   | 17 giocatori         |             |
|  | 1   | 12 giocatori         |             |
|  |     |                      |             |